# 魚屋の店先 (スナイデルス)
『魚屋の店先』（さなかやのみせさき、露: Рыбная лавка、英: Fish Market）は、フランドルのバロック期の画家フランス・スナイデルス が1618-1621年にキャンバス上に油彩で制作した静物画である。背景の風景描写は、同時代のフランドルの画家ヤン・ウィルデンスの手になる。作品はホートン・ホールにあったウォルポール・コレクションから購入され、1779年以来、サンクトペテルブルクのエルミタージュ美術館に所蔵されている。

## 作品
スナイデルスは、大邸宅を装飾するために意図された非常に独特な大型の静物画を創造した。山海の美味・珍味を所狭しと並べたそれらの静物画には、自然界のすべての豊穣さと素晴らしさが表されている。オランダのウィレム・カルフやウィレム・クラースゾーン・ヘーダの静物画に見られるような画面構成上の微妙なバランス感覚には乏しいが、リアリティーに富み、同時にその完全にバロック的な力学と鮮やかな色彩により鑑賞者を感嘆させる。
エルミタージュ美術館には、画家が1618-1621年に描いた屋台の店先を表した4点の連作が所蔵されている。税徴収者ジャック・ファン・オフェム (Jacques van Ophem) の委嘱により、彼のブリュッセルの新しい邸宅用に描かれたそれらの作品は、『八百屋の店先』、『果物屋の店先』、『狩猟の獲物の店先』、および本作『魚屋の店先』である。スナイデルスの構想によると、この連作は四大元素、すなわち土、水、空気、火 (太陽) の寓意であると同時に、17世紀に一般的であった概念である「ヴァニタス」を図示したものでもあった。
この連作はスナイデルスの空想上の産物であるが、画家は自然の事物に関する見事な知識を示している。海の生物を描いた本作は、傑出した克明極まりない細部描写で魚や甲殻類のぬめぬめとした表面の触感を表現している。描かれた魚介類には、人間の特質を象徴しているものもある。たとえば、カメは「怠惰」の象徴で、ウナギは「移り気」と「虚偽」の象徴である。しかし、フランドル絵画の静物画に特徴的な教訓的意義は、ここでは自然界で得られるものの素晴らしさと美しさによって霞んでいる。

## スナイデルスの連作 (エルミタージュ美術館蔵)

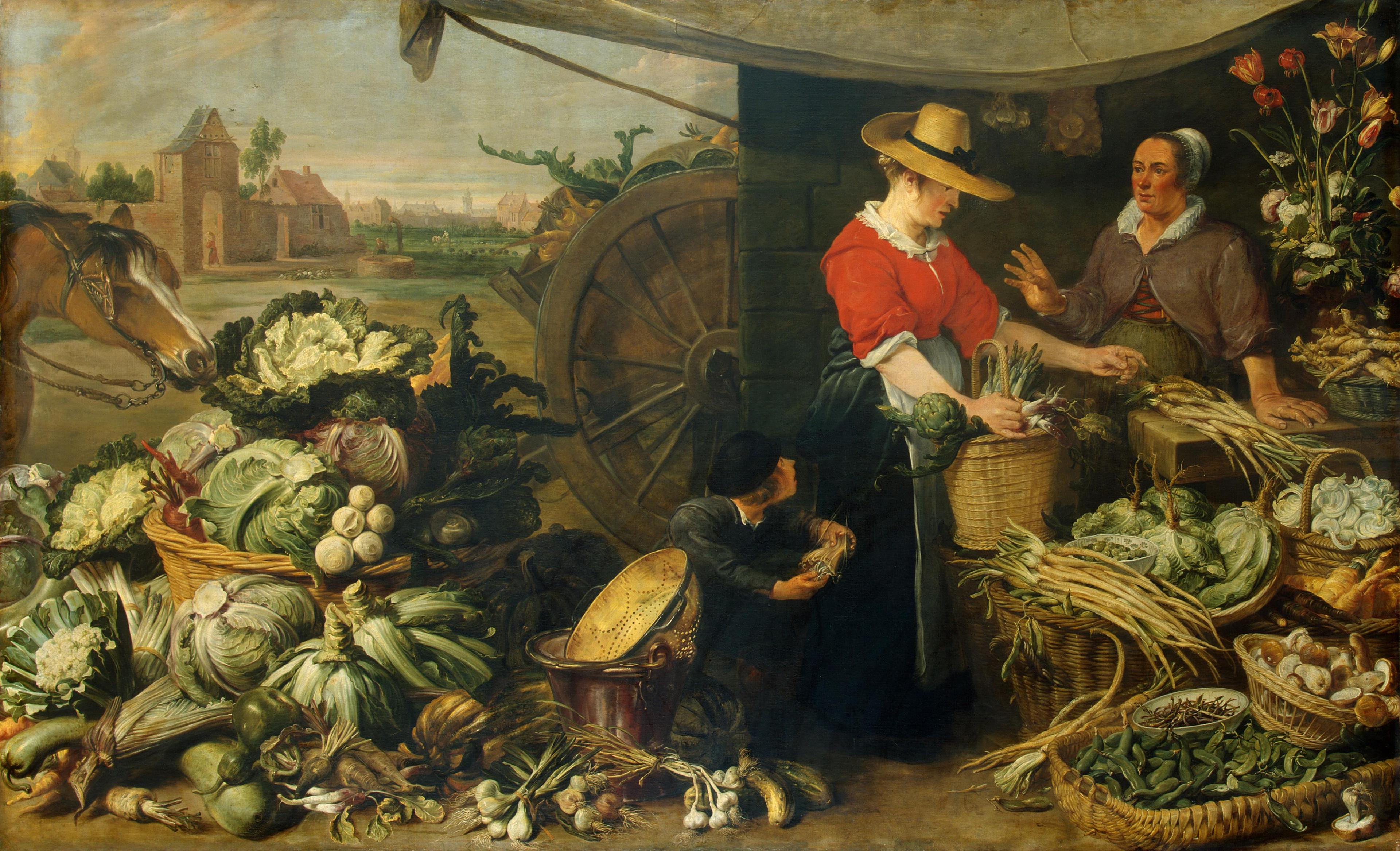
『八百屋の店先』
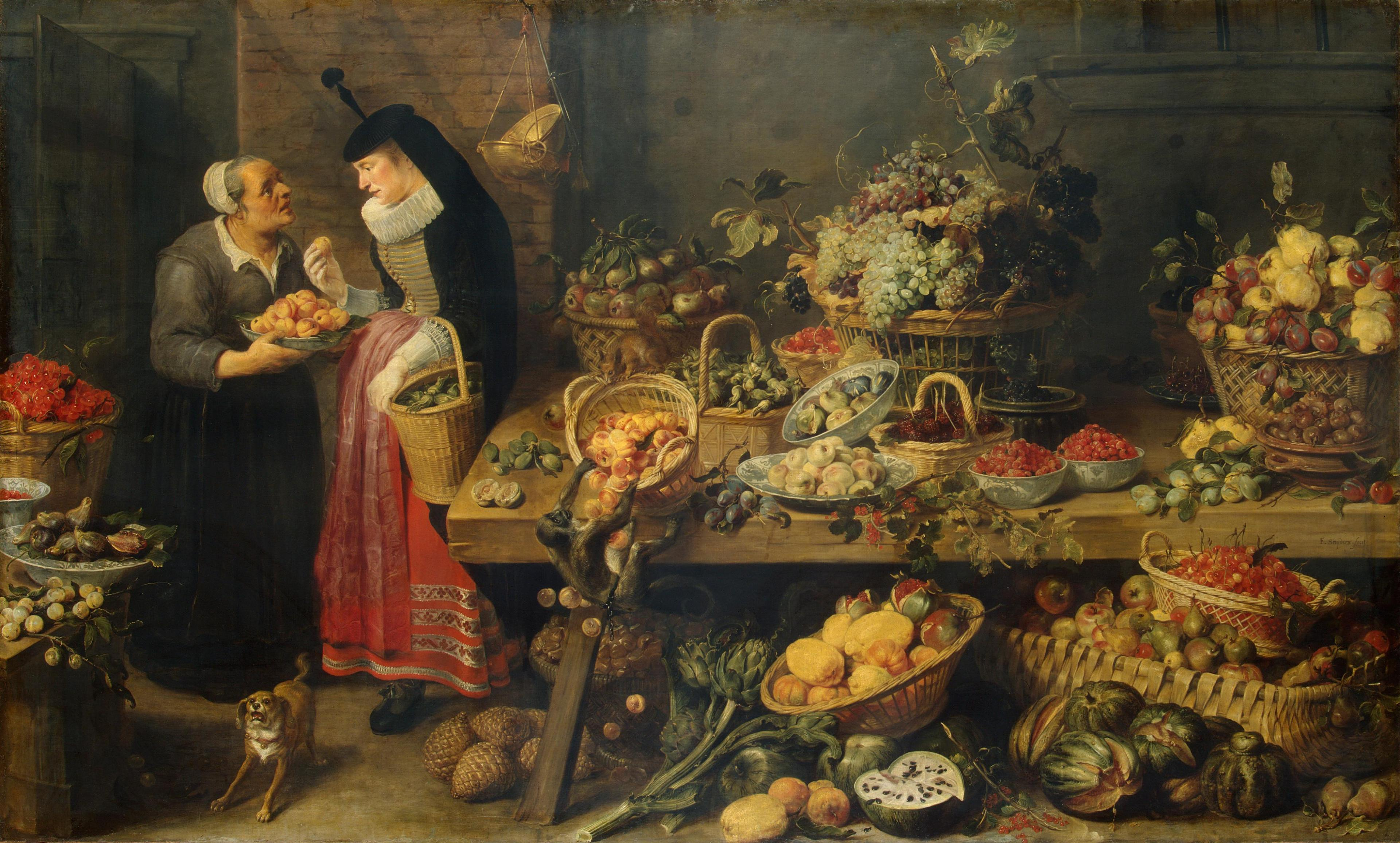
『果物屋の店先』
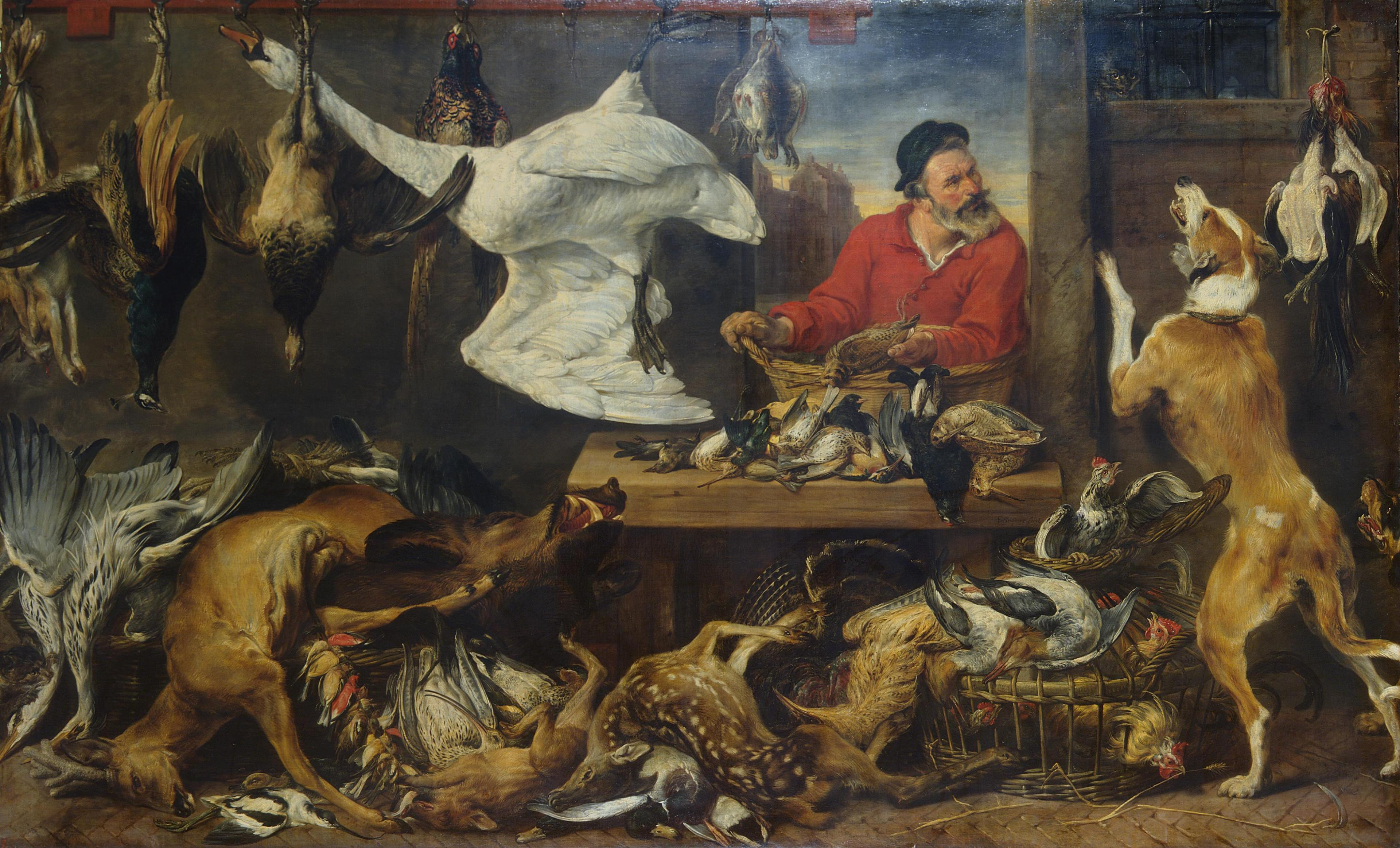
『狩猟の獲物の店先』